# Alliance française

Logo der Alliance française

Die Alliance française [aljɑ̃s fʀɑ̃ˈsɛz] ist eine im Jahr 1883 in Paris gegründete Vereinigung mit dem Ziel der Verbreitung der französischen Sprache und französischsprachiger Kulturen im Ausland. In Europa ist das Kulturinstitut in 33 Staaten vertreten. Es unterhält keine Niederlassungen in Deutschland und Österreich, wo die mit ihren Zielen vergleichbaren Aufgaben von den staatlichen Instituts français wahrgenommen werden.

## Geschichte
Die Organisation wurde 1883 unter dem Namen Alliance française pour la propagation de la langue nationale dans les colonies et à l’étranger gegründet und später in Alliance française umbenannt. Sitz der Stiftung (Fondation reconnue d’utilité publique), in dem heute 800 Niederlassungen mit 1071 Komitees in 133 Ländern zusammengeschlossen sind, hat seinen Sitz am 101 Boulevard Raspail, 75006 Paris. Dort befindet sich auch die Pariser Schule der Alliance française. Die Kurse der Alliance française werden weltweit von etwa 440.000 Teilnehmern jährlich besucht. Im Jahr 1999 unterrichtete die Schule am Boulevard Raspail Studenten aus 187 Ländern.

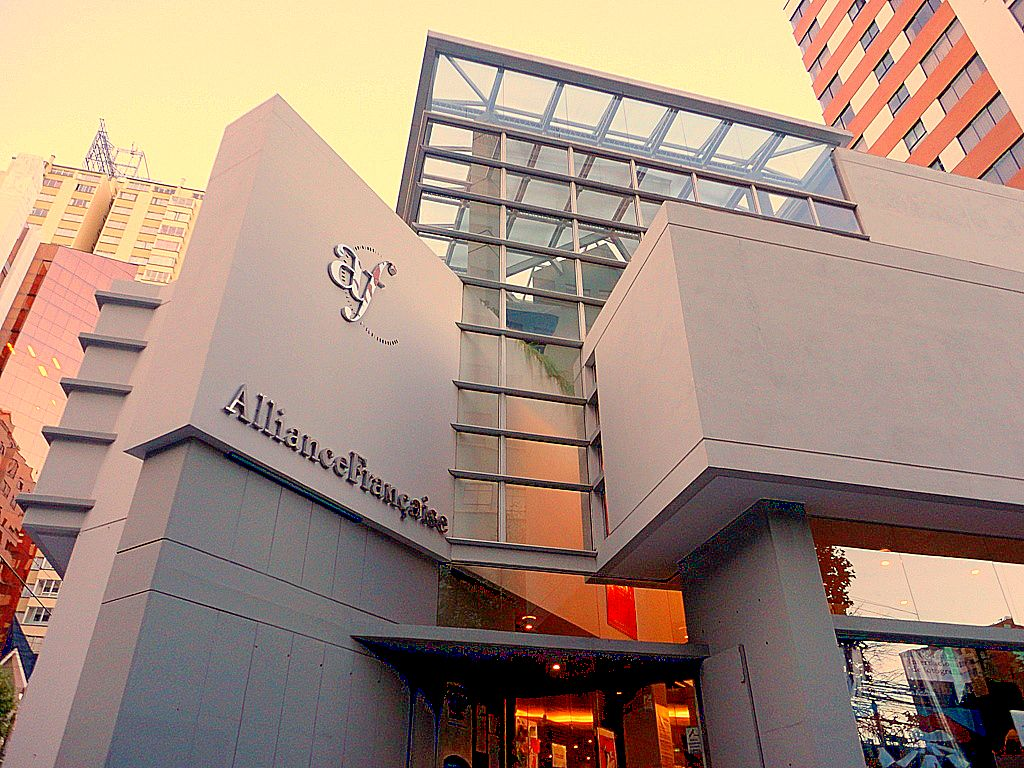
Alliance française von La Paz, Bolivien

Als unabhängiger Verband genießt das Kulturinstitut, dessen Niederlassungen eng in das Kulturleben des jeweiligen Gastlandes eingeflochten sind, einen hohen Grad an Autonomie. Die Finanzierung erfolgt fast vollständig durch die Kurserlöse und weitere Angebote. Im Gegensatz zu den Institut français genannten Instituten, die ähnliche Ziele verfolgen, aber als Außenstellen der Französischen Republik den französischen Botschaften im Ausland unterstehen und – so wie das deutsche Goethe-Institut und der British Council – aus staatlichen Mitteln finanziert werden, wird nur fünf Prozent des Budgets der Alliance française durch staatliche Zuschüsse gedeckt. Im Jahr 2001 unterzeichnete die Alliance française einen neuen Rahmenvertrag mit dem französischen Außenministerium.

## Generalsekretäre
- 1883–1897: Pierre Foncin
- 1897–1899: Alfred Muteau
- 1899–1909: Léon Dufourmantelle
- 1909–1914: Emile Salone
- 1914–1915: Albert Malet
- 1919–1934: Paul Labbé
- 1934–1937: Louis Dalbis
- 1937–1944: Jean Lichnerowicz
- 1944–1978: Marc Blancpain
- 1978–1988: Philippe Greffet
- 1988–2001: Jean Harzic
- seit 2001: Jean-Claude Jacq